# Cannock
Cannock est une ville située au nord de la ville de Birmingham dans le district de Cannock Chase. Cannock fait partie du comté du Staffordshire.
Cannock abrite de nombreuses écuries et centres équestres, en particulier sur ses frontières les plus rurales.

## Historique
Cannock était appelle Chenetnte en 1086.

## Climat
Le climat de Cannock est de type tempéré avec des précipitations régulières toute l'année. Les étés sont chauds mais sans fortes chaleurs et les hivers froids mais rarement glaciaux. Au cours des hivers les plus récents, la neige a rarement excédé deux pouces d'épaisseur (soit moins de 6 cm).
| Mois                                     | Jan  | Fev  | Mar  | Avr  | Mai  | Jui  | Jul  | Aoû  | Sep  | Oct  | Nov  | Dec  |
| ---------------------------------------- | ---- | ---- | ---- | ---- | ---- | ---- | ---- | ---- | ---- | ---- | ---- | ---- |
| Temp. max. moy. / °C                     | 7,2  | 7,6  | 10,3 | 13,0 | 17,0 | 20,3 | 22,3 | 21,9 | 19,1 | 15,2 | 10,4 | 8,2  |
| Temp. max. absolue / °C                  | 14   | 16   | 21   | 26   | 30   | 33   | 34   | 38   | 30   | 26   | 19   | 15   |
| Temp. min. moy. / °C                     | 2,4  | 2,5  | 3,8  | 5,6  | 8,7  | 11,6 | 13,7 | 13,4 | 11,4 | 8,9  | 5,1  | 3,4  |
| Temp. min. absolue / °C                  | -10  | -9   | -8   | -2   | -1   | 5    | 7    | 6    | 3    | -4   | -5   | -7   |
| Précipitations moyennes / mm             | 53   | 36   | 48   | 47   | 51   | 50   | 48   | 54   | 53   | 57   | 57   | 57   |
| Nombre de jours de pluie                 | 14,8 | 10,8 | 13,4 | 12,7 | 12,5 | 10,5 | 10,1 | 10,9 | 10,5 | 11,6 | 14,0 | 13,2 |
| Source : Worldweather.org et BBC Weather |      |      |      |      |      |      |      |      |      |      |      |      |

## Sources
- (en) Cet article est partiellement ou en totalité issu de l’article de Wikipédia en anglais intitulé « Cannock » (voir la liste des auteurs).